# 小野義眞
小野 義眞（おの ぎしん / よしざね、1839年5月29日（天保10年旧暦4月8日） - 1905年（明治38年）5月8日）は、明治時代の実業家。通称は強一郎。従五位。従兄弟に岩村通俊、岩村高俊、林有造。	  

## 略歴
1839年（天保10年）4月8日、土佐藩宿毛（現高知県宿毛市）の大庄屋の家に生まれた。
1866年（慶応2年）宿毛領仕置役小頭として、大阪と宿毛の間を帆船「宿毛丸」で行き来するようになった。1867年（慶応3年）12月27日、陸援隊の大江卓に金を調達し、高野山へ送付するよう依頼を受けた。
1870年（明治3年）設立された後藤象二郎の商社・蓬萊社の組合員となった。1871年（明治4年）2月頃には、小野梓の欧米留学を支援した。
1871年（明治4年）4月14日、工部省へ出仕した。その4日後の4月18日、工部権大丞山尾庸三から大隈重信宛の手紙で小野を庶務専務とすることが提案された。同年10月7日、工部省土木寮土木助、10月8日に土木寮が営繕寮と合併して大蔵省へ移管したことから、大蔵少丞に任ぜられた。1872年（明治5年）11月26日には、同省営繕土木寮頭に昇進した。
大蔵少丞をへて土木頭となり、大阪港の築港や淀川の改修に関わった。1873年（明治6年）10月14日にはジョージ・アーノルド・エッセルと淀川改修の契約書を交わした。
1874年（明治7年）1月9日、営繕土木寮が内務省へ移管する際、退官した。退官後の2月15日から2月21日にかけて、エッセル、ヨハニス・デ・レーケらと京都お大堰川の洪水対策のため出張している。
その後、三菱財閥の顧問となって、岩崎弥太郎を補佐した重大事案では必ず岩崎は小野の意見を聞いたうえで決断したという。
1877年（明治10年）、西南戦争が起きた際には、汽船の購入を岩崎弥太郎に進言、東京から九州の戦場まで武器弾薬や食糧の輸送を一手に引き受けさせて、財を築かせた。
1879年（明治12年）、渋沢栄一が中心に東京海上保険が設立された際、岩崎が筆頭株主になる交渉を担った。
1881年（明治14年）2月6日、日本鉄道の設立計画に際して、岩崎から個人的代表として送り込まれた。岩倉具視より日本鉄道会社設立主任に抜擢されて、政府や資本家相手に奔走し、資本金1,000万円（現在の数千億円）の会社設立に成功した。同年12月6日に18名の理事委員が選ばれたが、小野は選ばれなかった。
1884年（明治17年）2月22日、日本鉄道の理事委員に選出され、同年10月24日にも理事委員に選出された。1885年（明治18年）8月9日、検査委員（監査役のこと）に選出された。
1887年（明治20年）8月16日副社長に選出され、10月29日に就任した。1890年（明治22年）10月29日の臨時株主総会でも副社長に再任された。
1891年（明治24年）、三菱社社長の岩崎弥之助、鉄道庁長官の井上勝の三名が共同創始者となり3名の頭文字から「小岩井」農場と名付けられた。小野は農場の開設に尽力しただけで、経営には参加しなかった。
1892年（明治25年）3月14日、奈良原繁日本鉄道社長が宮中顧問官就任のため辞任、3月16日後任社長に選出された。1894年（明治27年）社長に再任された。1898年（明治31年）4月6日、労働組合運動が盛んになった最中開催された臨時株主総会を病気のため欠席、毛利重輔が後任社長に選ばれた。
1905年（明治38年）5月8日胃ガンのため死去。67歳。

## 人物
巨万の富を築きながら、非常に質素倹約家であった。